# Eraldo Fico
Eraldo Fico, nome di battaglia Virgola (Sestri Levante, 13 settembre 1915 – Cavi di Lavagna, 22 dicembre 1959), è stato un operaio e partigiano italiano.
Partigiano durante la Seconda guerra mondiale con lo pseudonimo di "Virgola", fu tra gli organizzatori delle prime brigate partigiane in Liguria e precisamente nelle montagne del Tigullio.

## Biografia
Figlio di Gian Battista Fico, militante socialista ucciso dalle squadre fasciste, Eraldo combatté prima in un reggimento alpino della Divisione Cuneese sul fronte francese e successivamente prese parte alla campagna di Grecia con la Divisione Julia.
Divenne il comandante della Divisione "Coduri" (facente capo al Comitato di Liberazione Nazionale del Nord Italia), la quale agì nel Tigullio a partire dall'8 settembre del 1943, rivestendo un ruolo fondamentale per la liberazione della zona dall'occupazione fascista.
Al termine del conflitto, Eraldo Fico fu decorato dal governo degli Stati Uniti d'America con la Bronze Star, per il contributo militare fornito alle truppe Alleate.

### Vita privata e morte
Fu il padre dell'attrice Enrica Fico. È morto nel 1959 a causa di un incidente automobilistico.

## Riconoscimenti
La sua città natale gli ha dedicato una via ed un monumento commemorativo.